# ノートルダム山地
座標: 北緯48度45分 西経66度00分 / 北緯48.750度 西経66.000度
ノートルダム山地（Monts Notre Dame）は、アメリカ合衆国メイン州の北部からカナダケベック州のガスペー半島までの山地である。北米大陸東部を南北に走るアパラチア山脈の一番北端にあたる。